# 도카이도
도카이도(일본어: 東海道)는 일본의 옛 행정 구역인 고키시치도 중의 하나이다.

## 행정 구역
- 이가국(伊賀国) - 미에현 서부
- 이세국(伊勢国) - 미에현 중부

도카이도

- 시마국(志摩国) - 미에현 동부, 아이치현의 아쓰미반도 인근.
- 오와리국(尾張国) - 아이치현 서부
- 미카와국(三河国) - 아이치현 중부/동부
- 도토미국(遠江国) - 시즈오카현의 서부
- 스루가국(駿河国) - 시즈오카현의 중부와 후지 산 인근
- 이즈국(伊豆国) - 이즈반도와 이즈 제도
- 가이국(甲斐国) - 야마나시현
- 사가미국(相模国) - 가나가와현
- 무사시국(武蔵国) - 도쿄도와 사이타마현, 가나가와현의 일부. 원래는 도산도에 속했음
- 아와국(安房国) - 지바현 남부
- 가즈사국(上総国) - 지바현 중부
- 시모사국(下総国) - 도쿄도의 스미다 강 동부, 지바현 북부, 이바라키현의 일부
- 히타치국(常陸国) -이바라키현

## 같이 보기
- 도카이 지방, 미나미칸토
- 도카이 여객철도(JR 도카이), 도카이도 본선, 도카이도 신칸센
- 도카이시, 도카이촌
- 도카이도 오십삼차